# ألفين أرونديل
ألفين أرونديل (بالفرنسية: Alvin Arrondel)‏ (11 نوفمبر 1993 في فرنسا - ) هو لاعب كرة قدم فرنسي في مركز الدفاع. شارك مع منتخب فرنسا تحت 17 سنة لكرة القدم ومنتخب فرنسا تحت 18 سنة لكرة القدم. أما مع النوادي، فقد لعب مع أكادمية باريس سان جيرمان وفيتوريا دي غيماريش وVitória S.C. B ‏.

## روابط خارجية
- ألفين أرونديل على موقع قاعدة بيانات كرة القدم.إي يو (الإنجليزية)
- ألفين أرونديل على موقع Soccerway.com (الإنجليزية)
- ألفين أرونديل على موقع AS.com (الإسبانية)